# Ваннье, Жан-Клод
Жан-Клод Ваннье (фр. Jean-Claude Vannier; род. 1943) — французский музыкант, композитор и аранжировщик. Он писал музыку, слова и продюсировал альбомы для многих исполнителей.
Музыкальный критик Энди Вотел назвал его иконой поп-культуры Франции 1970-х гг. наряду с Сержем Генсбуром и Джейн Биркин.

## Ранняя жизнь
Ваннье родился во время бомбардировки в Курбевуа, О-де-Сен. Музыку стал изучать самостоятельно. Игре на фортепиано обучился  в возрасте 18 лет, позже аранжировал для Мишеля Магне и Алисы Дона

## Карьера
Помимо собственных концертов и разнообразных музыкальных представлений, Жан-Клод ставил многочисленные спектакли для многих артистов. Под его руководством было поставлено шоу Вероники Сансон с Пражским симфоническим оркестром в парижском театре Шатле, Джейн Биркин в Олимпии, «Детская опера» (для которой он также написал музыку) и Авиньонский фестиваль.
Жан-Клод Ванье написал и записал шесть сольных альбомов. Премьеры каждого выпуска в живую исполнялись на таких площадках, как театр Campagne Première, парижский театр Théâtre Le Ranelagh, театр де ла Вилль, театр Дежазе, Trottoirs de Buenos Aires и Auditorium des Halles.
Деятельность Жан-Клода не ограничивается музыкой, он выступал как автор акварельных работ, выставленных на Осеннем салоне (премия Виндзора и Ньютона 1984 года), пробовал себя в журналистике (как автор статей для Nouvelles Littéraires, Glamour и журнала Littéraire), участвовал в радиопередачах (французские комические садоводческие и кулинарные шоу) и снял клип для Марушки Детмерс
В 1990 году он опубликовал свой первый сборник рассказов «Le club des unsolables» («Клуб безутешных» от издательства Fixot)
В мае 2019 года он объявил о новом проекте с вокалистом хэви-метала Майком Паттоном под названием Corpse Flower, альбом которого должен выйти в сентябре того же года.

## Дискография

### Сольные альбомы
- 1972 : L’Enfant assassin des mouches (Insolitudes)
- 1974 : L’orchestre de Jean-Claude Vannier interprète les musiques de Georges Brassens
- 1975 : Jean-Claude Vannier
- 1976 : Des coups de poing dans la gueule
- 1980 : Pauvre muezzin
- 1981 : Jean-Claude Vannier
- 1985 : Public chéri je t’aime
- 1990 : Pleurez pas les filles
- 2005 : En public & Fait à la maison (2 CD)

### Аранжировки
| - Барбара, альбом Madame - Брижитт Фонтэн, альбомы Brigitte Fontaine est... folle ! (1968), Libido (2006) и J’ai l’honneur d'être (2013) - Ален Башунг - Жильбер Беко, M. Winter - Джейн Биркин, альбомы Di doo dah, Versions Jane et Olympia - Карлос - Жюльен Клер, альбом Terre De France - Далида - Ив Дютей - Энцо Энцо, альбом Oui - Клод Франсуа - Серж Генсбур, альбом Histoire de Melody Nelson - Франс Галль - Жюльетт Греко (1971) - Франсуаза Арди - Jacques Higelin | - Катрин Лара - Кароль Лор - Мишель Легран, BOF Un Été 42 - Maurane - Жорж Мустаки - Клод Нугаро - Паскаль Обиспо - Астор Пьяццолла - Мишель Польнарефф : On ira tous au paradis, Tous les bateaux, tous les oiseaux - Элис Режина - Régine - Вероник Сансон - Кристин Севр en 1969 : Oscar et Irma, Comme Rimbaud, Maman j’ai peur… - Морт Шуман - Мартиаль Солаль |